# Vadsø kyrka

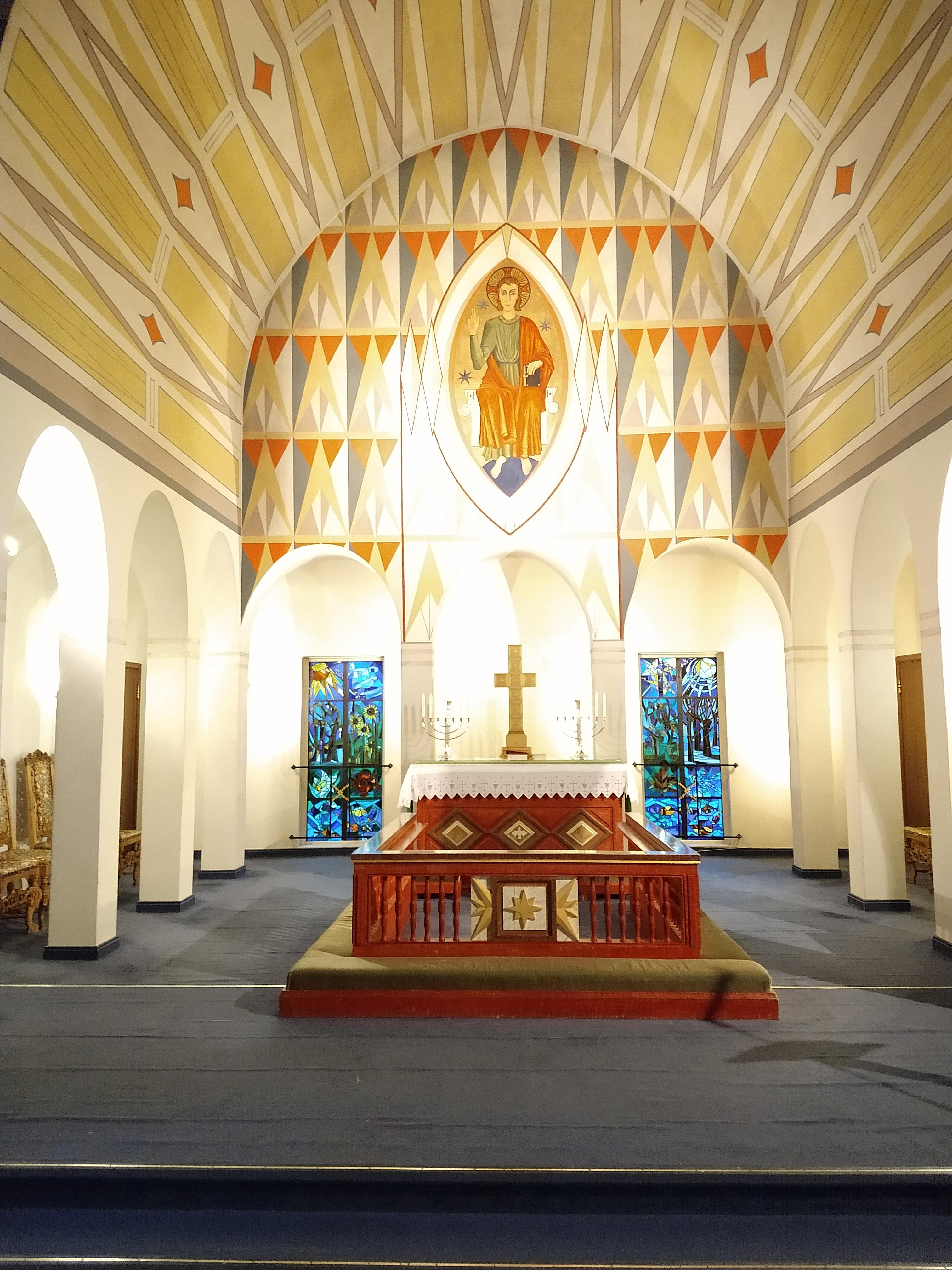
Korpartiet

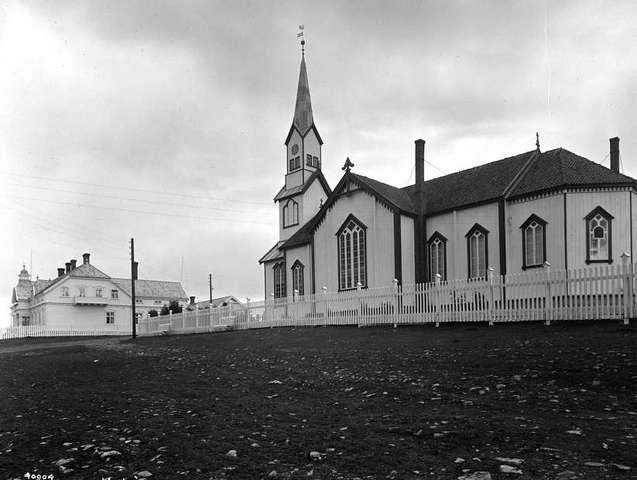
Den tidigare kyrkan från 1861, 1933

Vadsø kyrka är en långkyrka från 1958 i Vadsø. Den ritades av Magnus Poulsson och uppfördes 1954–1958. 

## Historik
Dagens kyrka är den fjärde kyrkan i ordning i Vadsø och byggdes som en del av återuppbyggnaden av Vadsø efter andra världskriget.  
Vadsøs första kyrka byggdes på ön Vadsøya 1575. År 1710 byggdes en ny kyrka, men denna gång på fastlandet. Den tredje kyrkan uppfördes 1861 och var en korskyrka i trä som ritades av Christian Heinrich Grosch. Den brändes ned natten till den 29 oktober 1944 under den tyska arméns reträtt genom Finnmark.

## Byggnaden
Kyrkan är byggd i betong och har 415 sittplatser. Den står på samma plats som den närmast tidigare kyrkan, men har orienterats i norr-söder i samklang med den övriga stadsplaneringen i Vadsø för återuppbyggnaden efter andra världskriget. Den har en dekorativ relief i fasadens betong. Kyrkobyggnaden visar en hög och mäktig fasad med två torn mot staden. Ovanför ingångsdörren finns en skulptur av aposteln Petrus, som skapats av Tone Thiis Schjetne (1928–2015).
Interiört dominerar ett stort korparti med en altarvägg med en målning av Greta Thiis. I kyrkan finns också en glasmålning av Ragna Thiis.
Dopfunten är i massiv täljsten.